# Ленська
Ле́нська (рос. Ленская) — присілок у складі Шатровського району Курганської області, Росія. Входить до складу Мехонської сільської ради.
Населення — 267 осіб (2010, 326 у 2002).
Національний склад станом на 2002 рік: росіяни — 98 %.